# Lunds universitets Politiska och Ekonomiska Förening
Lunds universitets politiska och ekonomiska förening (Lupef, tidigare LUPEF) är en politiskt och religiöst obunden förening vid Lunds universitet. Lupef är främst en programförening för Politicies kandidatstudenter men välkomnar också studenter med ett intresse för politik, ekonomi och samhällsdebatt. Lupef grundades år 1993 och är en del av Akademiska Föreningen samt paraplyorganisationen Politicesstudenternas Riksorganisation. Föreningen har ca. 600 medlemmar.
Föreningen grundades 1993 av en grupp studenter i syfte att utgöra ett kontaktnät för politices magisterstudenter. Bland grundarna var Anna Dittmer, som blev Lupefs första ordförande. På Lupefs hemsida beskrivs föreningens grundande på följande vis: 
“Det första projektet blev en insparksfest för 1993 års novischer som visade sig bli ett riktigt lyckat arrangemang. Gensvaret var stort och många av festens deltagare önskade att få engagera sig inom en rad olika områden, allt från att arrangera fler sociala event, till skapandet av en tidning samt samordning av resor till andra länder. Insparksfesten fick med andra ord arrangörerna att börja tänka om och se vad det skapat som en mer långsiktig och bredare verksamhet, vilket senare ledde till fastställandet av föreningens första stadga, inrättandet av medlemsmöten samt föreningens olika utskott.”
Sedan dess har Lupef utvecklats och dess verksamhet utvidgats. Utöver presidium bestående av ordförande, vice ordförande, sekreterare och kassör har åtta utskott med respektive verksamhetsområden etablerats, vilka listas nedan. Lupef har cirka 600 medlemmar, vilket gör den till en av de största föreningarna för studenter vid Lunds universitets samhällsvetenskapliga fakultet.

## Verksamhet
LUPEF anordnar bland annat föredrag av personer med samhällspolitisk eller ekonomisk relevans. Dessa föredragshållare är bland annat Lena Andersson (författare), podcastmedlemmarna från Det politiska spelet, samhällsdebattören Daniel Suhonen och diplomaten Krister Bringéus. Utöver föreläsningar anordnar LUPEF andra aktiviteter som resor, novischperioder, sittningar, driver en tidning och en podcast; något som utvecklas nedan. 
Föreningens verksamhet drivs främst av dess utskott, av vilka det finns åtta stycken: Kommunikationsutskottet, Novischutskottet, Näringslivsutskottet, Panorama, Reseutskottet, Samhällspolitiska utskottet, Sociala Utskottet och Utbildningsutskottet.

### Kommunikationsutskottet
Kommunikationsutskottet ansvarar för all extern kommunikation till föreningens medlemmar samt föreningens marknadsföring i olika sammanhang. Utskottet ansvarar även för Lupefs hemsida och dokumentation av de olika aktiviteter som organiseras av föreningen. Utöver utskottsansvarig finns fyra ämbetsposter inom kommunikationsutskottet: Grafiker (ansvarig för utformning av grafiskt material), Content Manager (ansvarig för innehåll som publiceras på sociala medier), IT-ansvarig (ansvarig för hemsidan samt teknisk utrustning), fotoansvarig (ansvarig för fotografering samt bildredigering). Sedan höstterminen 2023 leds utskottet av Otto Nilson. 

### Novischutskottet
Novischutskottet ansvarar i starten av varje termin för arrangemanget av den tre veckor långa novischperioden som erbjuder diverse aktiviteter för nyantagna studenter. Utöver utskottsansvarig finns fyra ämbetsposter, faddergeneralerna, vars gemensamma uppgift är att assistera den utskottsansvariga med planering och verkställning av novischperioden och dess aktiviteter.

### Näringslivsutskottet
Näringslivsutskottets främsta uppgift är att förvalta föreningens relationer med externa aktörer såsom sponsorer och samarbetspartners. Utskottet arrangerar även nätverkskvällar med relevanta företag och organisationer i syfte att förbättra medlemmarnas möjlighet för praktik och arbete. Inom utskottet finns två ämbetsposter: Labour Market Event Coordinator (ansvarig för aktivitetsarrangemang) och External Relations Manager (ansvarig för externa kontakter samt alumninätverk).

### Panorama
Panorama är Lupefs tidning. Utskottet trycker tidningen två gånger per termin men har också en webbtidning som uppdateras kontinuerligt med nya artiklar. Dessutom driver Panorama en podcast, Poddorama. Tidningen verkar som en plattform där medlemmar och andra politiskt och samhällsintresserade studenter kan föra politisk och ekonomisk diskussion. Utskottsansvarig benämns redaktör (2023-2024 Aline Forsström) och är även ansvarig utgivare. Ämbetsposterna inkluderar poddansvarig och en webbredaktör.

### Reseutskottet
Reseutskottet ansvarar för att varje termin arrangera studieresor åt föreningsmedlemmar till resemål av ekonomiskt och politiskt intresse. Dessa resor inkluderar inplanerade studiebesök såsom möten med ambassader, ideella organisationer, politiska företrädare samt lokala sevärdheter.

### Samhällspolitiska utskottet
Samhällspolitiska utskottet verkar för att stimulera politisk och ekonomisk debatt samt ge medlemmar möjligheter att fördjupa sina kunskaper inom samhällspolitiska ämnen. Detta görs främst genom anordnandet av föreläsningar, diskussioner och debatter om dessa ämnen. Utöver utskottsansvarig finns ämbetsposten Debate Coordinator som ansvarar för Lupefs nystartade debattklubb.

### Sociala utskottet
Det sociala utskottet ansvarar för att arrangera aktiviteter av social karaktär. Till dessa kan nämnas sittningar, utgångar, spelkvällar och pubquiz. Under utskottet sorterar ett flertal ämbetsposter: sångmästare, sångmän och tandemgeneraler.
Idrotteriet:
Under det sociala utskottet sorterar även Idrotteriet, som ansvarar för idrottsliga arrangemang. Utöver handhavandet av Lupefs fotbollslag och löpgruppen har Idrotteriet även arrangerat olika sorters prova-på-kvällar. Ansvarig för idrottsverksamheten är två stycken ämbetsposter vid namn idrottsgeneralerna.

### Utbildningsutskottet
Utbildningsutskottet anordnar föreläsningar och workshops vilka syftar till att hjälpa LUPEF:s medlemmar med studierna. Inom utskottets två ämbetsposter är projektansvarig för Journalistklubben, ett mentorsskapsprogram för studenter intresserade av journalistik, och projektansvarig för Utlandsstudie- och praktikbloggen, en blogg där LUPEF:s medlemmar skriver inlägg om sina utbytes- eller praktikterminer.

### Jämlikhetsansvarig
Sedan 2021, har Lupef en jämlikhetsansvarig. Denna post ämnar att främja jämlikheten inom Lupef och förebygga orättvisa. Posten erhålls av Daniela Vásquez Astudillo (verksamhetsår 2023-2024).
Valberedning
Lupef har en valberedning bestående av en ordförande (Tobias Carlbring), samt två ledamöter (Salma Mosleh och Bayrem Hadfi). Dessa väljs in på två terminer och börjar sitt ämbete efter inval varje årsmöte. Valberedningen intervjuar och nominerar samtliga poster som väljs in på höstmötet och årsmötet. Utöver det åligger det valberedningen att stötta utskottsansvariga med sina intervjuer för ämbetsposter.

## Ordförandelängd
Ordförande från år 1993-2020:
- 93-94: Anna Dittmer
- 94-95: Anna Friberg
- 95-96: Pernilla Öberg
- 96-97: Anders Östberg
- 97-98: Uppgift saknas
- 98-99: Uppgift saknas
- 99-00: Uppgift saknas
- 00-01: Uppgift saknas
- 01-02: Jakob Brandt
- 02-03: Anna Gabrielsson
- 03-04: Anna Lerner
- 04-05: Christin Holm
- 05-06: Samuel Garlöv
- 06-07: Carl-Johan Rydén
- 07-08: Hanna Fromell
- 08-09: Viktor Svanström
- 09-10: Ellen Bohlin
- 10-11: Magnus Vøllo
- 11-12: Stephanie Douglas Anderberg
- 12-13: Karin Mohlin
- 13-14: Emma Wikberger
- 14-15: Clara Leandersson
- 15-16: Caroline Hultman
- 16-17: Emilia Modigh
- 17-18: August Andersson
- 18-19: Karolina Boyoli
- 19-20: Malin Ridström
- 20-21: Kajsa Roman
- 21-22: Edvin Kollberg
- 22-23: Thea Erlandsson
- 23-24: Adrian Edelborg
- 24: Pontus Dahlén
- 24-25: Lisa Nauclér Samuelsson